# James Soutter
James Tindal Soutter (ur. 1 stycznia 1885 w Echt w Aberdeenshire, zm. 8 sierpnia 1966 w Edynburgu) – brytyjski lekkoatleta (średniodystansowiec i sprinter), medalista olimpijski z 1912.
Zdobył brązowy medal w sztafecie 4 × 400 metrów na igrzyskach olimpijskich w 1912 w Sztokholmie. Sztafeta brytyjska w składzie: George Nicol, Ernest Henley, Soutter i Cyril Seedhouse ustanowiła w eliminacjach rekord Europy wynikiem 3:19,0, a w biegu finałowym zajęła 3. miejsce za zespołami Stanów Zjednoczonych i Francji. Na tych igrzyskach Soutter startował również w biegu na 400 metrów i w biegu na 800 metrów, ale w obu przypadkach odpadł w półfinale.
Był mistrzem Szkocji w biegu na 440 jardów w 1912 i w biegu na 880 jardów w 1911 i 1912. Od 1913 działał jako misjonarz w Kenii, a od 1917 do 1947 był księdzem w East Lothian. Latem 1966 zaginął bez wieści, uznany za zmarłego 8 sierpnia tego roku.